# ASTRO 新秀大賽選手踢館賽
Astro新秀大賽選手踢館賽，是馬來西亞Astro所舉辦的《Astro新秀大賽》，應台灣中視歌唱選秀節目《超級星光大道》製作人王偉忠邀請，前往台灣參加第三屆超級星光大道踢館賽。此次踢館賽是華人電視歌唱選秀史上首度跨台合作，以音樂交流為礎，為增加歌唱選手的歌唱的經驗和提高彼此的素質。
星光幫成員林宥嘉、潘裕文、周定緯、盧學叡、曾獲湖南衛視邀請，與快樂男聲選手踢館，實質進行音樂上的交流。

## 經過
2001年的《Astro新秀大賽》冠軍林健輝前往第二屆超級星光大道踢館，打敗星光二班曾沛慈，獲得亮眼成績。此次踢館更激發節目製作人王偉忠的創意，邀請正進行中的2008年《Astro新秀大賽》五名選手，前往台灣挑戰星光三班。

### 比賽流程
- 顏莞蒨 vs 黎礎寧
- 張夢秦 vs 黃靖倫
- 朱豪仁 vs 林雨宣
- 林淑晶 vs 賴聖恩
- 張曉媚 vs 簡鳳君
- 梁一貞 vs 林芯儀
- 林鴻鳴 vs 徐佳瑩

## 未來走向
其他歌唱選秀如中國的快樂男聲，超級女聲，台灣的超級星光大道，超級偶像等均考慮在往後的比賽加入類似的挑戰比賽，以增加節目的可看性和收視率。